# Kay Lahusen

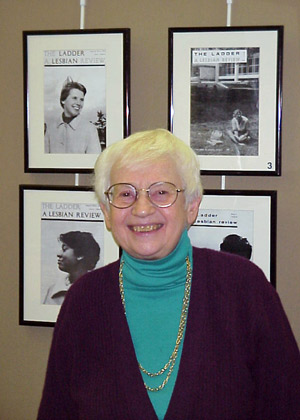
Kay Lahusen 2005 vor alten Ladder-Covern

Katherine „Kay“ Lahusen (* 5. Januar 1930 in Cincinnati; † 26. Mai 2021 in Chester County), auch bekannt als Kay Tobin, war eine US-amerikanische Fotojournalistin und LGBT-Aktivistin. Sie arbeitete oft mit ihrer Lebensgefährtin Barbara Gittings zusammen, beispielsweise in der Redaktion der Lesbenzeitschrift The Ladder. Als Aktivistin gründete sie unter anderem die Organisation Gay Activists Alliance als Gegenentwurf zur Gay Liberation Front mit und setzte sich erfolgreich für die Streichung von Homosexualität aus dem Diagnostic and Statistical Manual of Mental Disorders (DSM) ein.

## Frühe Jahre
Kay Lahusen wuchs in Cincinnati im Bundesstaat Ohio auf, wo sie von ihren Großeltern aufgezogen wurde. Sie interessierte sich schon als Kind für Fotografie und versuchte, in ihrer Wohngegend mit einer Boxkamera selbst aus konventionellen Motiven etwas künstlerisch Wertvolles zu machen. Durch Schwärmerei für Prominente wie Katharine Hepburn spürte Lahusen als Jugendliche lesbisch zu sein. Nach dem Abschluss der Withrow High School 1948 schrieb sie sich mit ihrer Freundin an der Ohio University ein. Sie studierte dort Anglistik und wollte später Lehrerin werden. 1952 schloss sie das Studium ab und zog mit ihrer Freundin zusammen. Kurz darauf kam es zur Trennung, da die Freundin ein „normales“ Leben mit Ehemann und Kindern haben wollte, was Lahusen sehr enttäuschte.

## Karriere
Lahusen war bis 1960 Angestellte in der Handbibliothek des Christian Science Monitor in Boston. Nachdem sie ein Buch eines Psychoanalytikers über die „Heilungsmöglichkeiten“ für weibliche Homosexualität gelesen hatte, buchte sie einen Termin bei ihm. Lahusen wollte sich allerdings nicht von ihm therapieren lassen, sondern wissen, wie sie andere Lesben treffen könne, weil sie seit Langem alleinstehend war. Ihr Plan ging auf, als er ihr eine Ausgabe von The Ladder zeigte, der ersten Lesbenzeitschrift des Landes. Sie schrieb daraufhin einen Brief an die Organisation Daughters of Bilitis (DOB), die Herausgeberin des Magazins. Lahusen wurde 1961 auf eines von deren Picknicks in Rhode Island eingeladen, auf dem sie die Aktivistin und Journalistin Barbara Gittings kennen lernte. Die beiden begannen bald daraufhin eine Beziehung, worauf Lahusen zu Gittings nach Philadelphia zog.
1963, als Gittings Ladder-Chefredakteurin wurde, ernannte sie Lahusen zur Leiterin der Kunstrubrik. Dieser missfielen die gezeichneten Titelbilder, oft Tiere, Gesichter (die jedoch keine bestimmten Personen darstellten) oder beliebige Symbole wie Herzen, die sie „fad und charakterlos“ nannte. Deswegen beschloss Lahusen, Fotografien lesbischer Frauen auf die Titelseite zu bringen. Weil sie allerdings anfangs keine Bereitwilligen finden konnte, verwendete Lahusen zunächst Fotos von Skulpturen oder Statuen, die Frauen darstellten. Die ersten Lesben, die sich meldeten, verlangten, entweder von hinten, im Profil oder eine Sonnenbrille tragend fotografiert zu werden, was sich im Januar 1966 änderte. Ab diesem Zeitpunkt erklärten sich immer mehr Frauen zu direkten Porträts bereit, wodurch eine lange Warteliste an Interessierten entstand. Ein Grund war die Bereitschaft bekannter Lesben hierzu, unter anderem Lilli Vincenz, erstes offen lesbisches Mitglied der Washingtoner Zweigstelle der Mattachine Society, oder Ernestine Eckstein, federführende Aktivistin bei der New Yorker DOB. Zudem verfasste Lahusen unter dem Pseudonym Kay Tobin auch Artikel für The Ladder. Tobin fand sie auf der Suche nach einem einfach auszusprechenden Namen im Telefonbuch.
In den 1960er Jahren begleitete Lahusen als Fotografin Proteste von Gittings und anderen LGBT-Aktivisten vor Regierungsgebäuden, unter anderem der Independence Hall ihrer Heimatstadt. Zudem reichte sie Artikel und Fotos bei der New Yorker LGBT-Publikation Gay Newsweekly ein und half in der Stadt im Oscar Wilde Bookshop aus, einer Buchhandlung, die nur Bücher homosexueller Autoren führte. Gittings und Lahusen gingen in den folgenden Jahren weiterhin gemeinsam auf queere Proteste, auf denen Letztere etliche Porträtfotos von Aktivisten, unter anderem Franklin Kameny und Jack Nichols, schoss.
Lahusen setzte sich auch auf andere Weise für die Gemeinschaft ein. Von 1965 bis 1969 organisierte sie Annual Reminders mit, stets am 4. Juli vor der Independence Hall stattfindende Demonstrationen queerer Aktivisten gegen die gesellschaftliche Diskriminierung von LGBT-Personen. Ende 1969 war Lahusen Ko-Gründerin der Gay Activists Alliance (GAA). Sie und sieben andere ehemalige Mitglieder der Gay Liberation Front (GLF) waren von deren Entwicklung frustriert und gründeten daher eine eigene Vereinigung. Im Gegensatz zur GLF, deren Angehörige mehrheitlich linksradikale Ansichten vertraten, wollte die GAA politisch unabhängig sein, sich nur für LGBT-Thematiken einsetzen und einflussreiche Politiker wie den New Yorker Bürgermeister John Lindsay durch zaps genannte, öffentliche Konfrontationen von ihren Zielen überzeugen.
1972 beteiligte Lahusen sich an einer an die American Psychiatric Association (APA) gerichteten Initiative. Diese hatte die Streichung von Homosexualität aus dem Diagnostic and Statistical Manual of Mental Disorders (DSM) zum Ziel, einer offiziellen Auflistung psychischer Störungen. Gittings und Kameny wollten eine Podiumsdiskussion mit Mitgliedern der APA zum Thema Homosexualität veranstalten. Als Lahusen die Teilnehmerliste sah, beschwerte sie sich bei Gittings, da alle Beteiligten entweder heterosexuelle Psychiater oder homosexuelle Laien waren. Es bräuchte aber eine homosexuelle Fachperson, um die APA zu überzeugen. Gittings und Lahusen versuchten zunächst erfolglos, homosexuelle Psychiater im ganzen Land zu kontaktieren, bis erstere schließlich John E. Fryer überreden konnte, anonym, in Verkleidung und mit verzerrter Stimme auf der Konferenz über die Vorbehalte seiner Profession gegenüber Homosexuellen zu sprechen, deretwegen er selbst ungeoutet sei. Sowohl Fryers Rede als auch Lahusens Foto des Verkleideten stießen auf ein großes Echo, worauf Homosexualität ein Jahr später aus der DSM entfernt wurde.
Im selben Jahr brachte Lahusen unter ihrem Pseudonym Kay Tobin mit dem Aktivisten Randy Wicker das Buch The Gay Crusaders heraus. Dieses bestand aus mehreren Kurzbiografien bekannter Mitglieder der Bewegung. Die Texte wurden zum Großteil von Lahusen/Tobin verfasst, Wicker wurde vom Verlag als Co-Autor aufgeführt, da sich der Verlag von einem männlichen Namen auf dem Cover höhere Verkaufszahlen erhoffte. 1978 gründete Lahusen die Organisation Gay People in Christian Science mit.

## Spätere Jahre
In den 1980er Jahren wurde Lahusen Mitarbeiterin eines Immobilienunternehmens und überzeugte Kollegen, mit ihr zum NYC Pride March zu gehen. Daneben verdiente sie Geld mit dem Verfassen von Annoncen in LGBT-Zeitungen. 1997 brachten Lahusen und Gittings die American Association of Retired Persons dazu, ihnen eine für heterosexuelle Paare vorgesehene Mitgliedschaft zu genehmigen, indem sie einem Tarif mit weniger Leistungen als üblich zustimmten. 2007 überließen Gittings und Lahusen der New York Public Library einen Großteil der von ihnen erstellten Fotografien sowie Schriften. Weitere Werke vermachten sie der Cornell University und der University of Massachusetts Amherst. Nachdem Gittings Anfang desselben Jahres an den Folgen einer Brustkrebserkrankung starb, gab Lahusen in den folgenden Jahren häufig Interviews über ihren gemeinsamen früheren Aktivismus. 2015 arbeitete sie mit der Autorin Tracy Baim an einer Biografie über Gittings zusammen, die mit ihren alten Fotos illustriert wurde. Im selben Jahr war Lahusen in der Independence Hall anlässlich der Legalisierung der gleichgeschlechtlichen Ehe im Land unter anderem neben Edith Windsor und Gene Robinson Mitglied einer von Wanda Sykes moderierten Podiumsdiskussion über die Vergangenheit und Zukunft des nationalen LGBT-Aktivismus. 2019 bebilderte sie zusammen mit Diana Davies ein Sachbuch über die Geschichte der US-amerikanischen LGBT-Gemeinschaft.
Lahusen lebte seit 2007 in einer Seniorensiedlung in Kennett Square. Am 26. Mai 2021 starb sie nach kurzer Krankheit in einem Hospiz im Chester County. Nach Lahusens Tod wurden ihre und Gittings’ Urnen auf dem Congressional Cemetery in Washington in eine Steinbank mit dem Schriftzug Gay is good umgebettet. Dieses Epitaph findet sich auch auf anderen Grabsteinen auf demselben Friedhof, wobei der Spruch von Franklin Kameny stammte, der ebenfalls dort begraben wurde.

## Würdigungen
Der Autor Eric Marcus widmete Gittings und Lahusen 2018 zwei Episoden seines Podcasts Making Gay History, eine dritte handelte von Lahusens monatlichen Dinner-Empfängen für queere Personen. 2021 erklärte Kevin Jennings, Vorsitzender von Lambda Legal, aus Anlass von Lahusens Tod, dass sich ihre Bedeutung für den Kampf um LGBT-Rechte im Land gar nicht genug betonen lasse.

## Werke
- mit Randy Wicker; als Kay Tobin: The Gay Crusaders. Paperback Library, New York 1972, ISBN 0-446-66691-2.
- mit Tracy Baim (nur Fotos): Barbara Gittings: Gay Pioneer. Prairie Avenue Productions, Chicago 2015, ISBN 978-1-5120-1974-2.
- mit Diana Davies (nur Fotos): Love and Resistance: Out of the Closet into the Stonewall Era. W.W. Norton, New York 2019, ISBN 978-1-324-00207-9.